# Lilltjärnen (Offerdals socken, Jämtland, 705420-140841)
Lilltjärnen är en sjö i Krokoms kommun i Jämtland och ingår i Indalsälvens huvudavrinningsområde.